# 浄土ヶ浦
浄土ヶ浦（じょうどがうら）は島根県隠岐諸島の島後、東部に位置する海岸。浄土ヶ浦海岸ともいう。風光明媚な景勝地で知られ、また隠岐布施海岸の名で、国の名勝にも指定されている。大山隠岐国立公園に含まれる。なお、名は一休宗純がこの地を訪れ、さながら極楽浄土のようだと謳ったということにちなんでいるという。

## 概要
島後東部に突出した崎山岬に位置し、一帯には隠岐地方随一の多島海風景が見られる。島前の国賀海岸と比較すると規模は大きくないが、小島、岩礁の密度が高い。赤褐色の流紋岩、安山岩、堆積岩が混在しているため、地肌が赤褐色であるのが特徴。小島には老松が潮風に耐え、逞しく生育しており、それが多島海風景と相まってさながら山水画のような美しさを見せる。国立公園切手の題材にも採り上げられたことで、名が知られるようになった。
また、この一帯は布施海中公園にも指定されており、スキューバダイビングが盛ん。